# Llévame contigo (telenovela)
Llévame contigo fue una telenovela Argentina emitida en 1982 por (Canal 9) protagonizada por Pablo Alarcón y Cristina Alberó.

## Guion
La telenovela fue dirigida por Oscar Bertotto y escrita por Alma Bressan, autora prolífica del género en la década de 1950, 1960, 1970, 1980 y 1990 Vivir por amor, Señorita Andrea, Sólo un hombre, El lobo, El león y la rosa, Me niego a perderte y La extraña dama.

## Elenco
- Pablo Alarcón - Marcelo
- Cristina Alberó - Silvia
- Alberto Argibay - Esteban
- Alicia Zanca - Nina
- Raúl Rizzo - Claudio
- Horacio Ranieri - Roberto
- Marta Gam - Isabel
- Lydia Lamaison - Mariana
- Elsa Berenguer - Dalila
- Isidro Fernán Valdez
- Cecilia Maresca - Raquel
- Héctor Pellegrini - Luciano
- Alejandro Escudero - Eduardo
- David Finkel
- Roberto Ibañez - Quique
- Rodolfo Brindisi
- Paquita Muñoz
- Virginia Faiad - Clara
- Flora Bloise
- Isabel Spagnuolo
- Nya Quesada